# Liliane Maury Pasquier
Liliane Maury Pasquier (ur. 16 grudnia 1956 w Genewie) – szwajcarska polityk, samorządowiec i położna, parlamentarzystka, w latach 2018–2020 przewodnicząca Zgromadzenia Parlamentarnego Rady Europy.

## Życiorys
W 1975 zdała egzamin maturalny, pracowała m.in. jako sekretarka medyczna i zajęła się wychowaniem dzieci. W 1988 zdała egzamin z położnictwa i podjęła pracę w tym zawodzie. Od 2009 do 2013 kierowała krajowym stowarzyszeniem położnych, a w 1999 tymczasowo szefowała ASPFES (stowarzyszeniu edukacji seksualnej i planowania rodziny). Zasiadała też m.in. w radzie dyrektorów szpitala uniwersyteckiego w Genewie.
W 1980 zaangażowała się w działalność Socjaldemokratycznej Partii Szwajcarii. Od 1983 do 1992 zasiadała w radzie gminy Veyrier, następnie od 1993 do 1996 w radzie kantonu Genewa. W 1995 po raz pierwszy wybrana do Izby Deputowanych, w roku 2001/2002 pełniła formalną funkcję jego przewodniczącej. W krajowym parlamencie zasiadała do 2007, w tym samym roku została członkiem Rady Kantonów (była nim do 2019, kiedy nie ubiegała się o reelekcję). W okresie od czerwca 2018 do stycznia 2020 pozostawała przewodniczącą Zgromadzenia Parlamentarnego Rady Europy po rezygnacji Michele Nicolettiego.
Od 1975 zamężna z Rolandem, ma czworo dzieci.